# Álkistis Protopsálti
Álkistis Protopsálti (grec moderne : Άλκηστις Πρωτοψάλτη), née Álkistis-Sevastí Attikiouzélglou (Άλκηστις-Σεβαστή Αττικιουζέλογλου) le 18 octobre 1954 à Alexandrie (Égypte), est une chanteuse grecque.
Elle a collaboré avec les plus importants compositeurs, paroliers et réalisateurs grecs. Protopsálti a représenté la Grèce dans le monde entier lors de nombreux événements officiels, notamment au Sommet des dirigeants de l'Union européenne, au Sommet des ministres des Affaires étrangères de l'Union européenne, à la célébration des 35 ans d'amitié gréco-chinoise au Théâtre de la Cité interdite à Pékin, à la célébration de la renaissance de la Grèce et de la Chine, à l'ouverture de la Bibliothèque d'Alexandrie, aux expositions de l'Expo de Lisbonne et de Berlin, aux événements officiels du Patriarcat à Halki et à Constantinople. Elle a également interprété ses chansons au Metropolitan Museum de New York et à l'Opéra de Moscou. Elle fut brièvement  vice-ministre du Tourisme de Grèce dans le gouvernement intérimaire de Vasiliki Thanos en 2015.

## Biographie

### Jeunesse
Álkistis Protopsálti est née à Alexandrie en Égypte, de parents grecs égyptiens ; son père était chirurgien. À l'âge de six ans, elle suit ses parents à Athènes en raison des événements politiques égyptiens de l'époque. Durant son adolescence, elle s'impliquera dans le sport et plus particulièrement dans l'athlétisme.
Alors qu'elle semblait vouloir poursuivre une carrière sportive, elle auditionna sur insistance de ses amis pour Dimos Moutsis, qui reconnut son talent de chanteuse et sortit bientôt un disque avec sa première apparition sur disque, en 1975. Son nom est Tetralogy, contenant des chansons basées sur des poèmes de Cavafy, Seferis, Ritsou et Karyotakis mis en musique par Moutsis, qui donnera également à la chanteuse le surnom artistique Protopsaltis sous lequel elle sera désormais connue. La première apparition en concert de Protopsálti a lieu en 1975, au Palais des Sports de Thessalonique.

### Carrière artistique
Álkistis Protopsálti a enregistré plusieurs disques et collaboré avec des musiciens et compositeurs renommés de l'époque, comme Ilias Andriopoulos, Dionysis Savvopoulos, Stávros Xarchákos ou Yánnis Spanós. En 1985, elle collabore pour la première fois avec le compositeur Stamatis Kraunakis, son ami d'enfance, et l'album Kykloforo ki oploforo, sur des paroles de Lina Nikolakopoulou, marque une étape importante dans sa carrière. Il sera suivi du disque People works et d'autres collaborations du même genre avec lui dans les années suivantes, comme dans Dikaioma, Trito stefani, le multi-collectif When my friends come, etc.
S'ensuivent des collaborations avec Yiannis Spanos, Stamatis Spanoudakis, Ilias Andriopoulos et Goran Bregović. Une étape importante dans son parcours musical est sa collaboration avec Nikos Antipa, qui créera les albums San Ifaisteio Pou Xypna (Comme un volcan qui se réveille), et Ydrogeies Sfaires (Sphères hydrogées), sur des paroles de Lina Nikolakopoulou. Les représentations au Théâtre municipal du Pirée de San Ifaisteio Pou Xypna, dirigées par Dimítris Papaïoánnou, sont entrées dans l'histoire des événements musicaux grecs, un disque live ayant notamment été tiré d'une représentation. Plus de 300 représentations furent proposées en Grèce mais aussi à l'étranger. Vient ensuite l'album Tell me the sea avec la contribution de divers compositeurs & paroliers, parmi lesquels Antonis Mitzelos et Dímitra Galaní, avec lesquels Protopsálti se produira au Vox entre 2004 et 2006. Vient ensuite Na se velboi na gelas (2004), où dans trois chansons la musique est du musicien Stefanos Korkolis avec qui ils ont joué en live pendant deux ans à Gazarte avec un succès particulier.
Álkistis Protopsálti a porté la flamme olympique jusqu'au pont de Rio et a chanté lors de la cérémonie de clôture des Jeux olympiques d'été de 2004. Le disque Au plus beau point dont la chanson Pame Hawaii a été un grand succès, a fait l'objet d'une série. Il a été suivi en mars 2010 par l'album Fanera Mystika. Elle a également prêté sa voix à la Mère Gothel, antagoniste principale du film d'animation de Disney Raiponce, sorti en 2010. Elle a également chanté les principales chansons de la version grecque du Bossu de Notre-Dame, également de Disney. À l'été 2012, elle sort Gia Pou Travas Elpida avec la musique d'Evanthia Reboutsika, avec qui elle s'était produite au Pallas, tandis que son dernier album personnel est Thea Paradise, sorti en 2014 avec la musique de Nikos Antipas. Cela a été suivi par le CD Mystiko Topio, un album live de sa collaboration avec la Symphonie de la Municipalité d'Athènes.
En juin 2013, elle participe au concert humanitaire international intitulé "Espoir pour un vent de changement en Iran" qui a eu lieu à Berlin, auquel ont participé d'autres artistes célèbres du monde entier, comme Albano, Henry Padovani, Ebi, etc.

### Carrière politique
Álkistis Protopsálti fut brièvement vice-ministre du Tourisme dans le Gouvernement Thánou-Christophílou du 28 août au 21 septembre 2015.

## Discographie
Álkistis Protopsálti a publié 16 albums studio. Son album le plus vendu à ce jour reste San Ifestio Pou Xipna, sortie en 1997 et vendu à plus de 100.000 exemplaires. Un album live, San Ifestio Pou Xipna - Live, fut notamment tiré de la tournée de promotion de cet album.

### Albums
- San Ifaisteio Pou Xypna (1997)
- Ydrogeies Sfaires (2000)
- Na Se Vlepo Na Gelas (2005)
- Στο ωραιότερο σημείο (2007)